# Scalmicauda bernardi
Scalmicauda bernardi är en fjärilsart som beskrevs av Sergius G. Kiriakoff 1968. Scalmicauda bernardi ingår i släktet Scalmicauda och familjen tandspinnare. Inga underarter finns listade.